# 阿闥婆
阿闥婆 (   ；  ) 是印度教的传说中的吠陀仙人，据说他与鸯耆罗仙人一起编纂了《阿闼婆吠陀》。据说他还首先制定了火祭或雅吉纳 。有时他也被认为是七仙人中的一员。他被认为属于婆利古氏族。他的后裔被称为阿闥婆那（Atharvanas）。 阿闥婆与羯陀摩（Kardama ）的女儿Shanti结婚，并生下儿子陀提遮仙人。
根据剃发奥义书等文献，他是梵天最年长的心生子。 阿闥婆与阿維斯陀語“祭司”（āθrauuan / aθaurun ）同源，但他们的词源尚未最终确定。它曾经被认为与阿維斯陀語 ātar 相关。学者们提出，其并非源自印欧语系，而是源自巴克特里亞·馬爾吉阿納。